# 10-й истребительный авиационный полк (7 и 38 сад)
10-й истреби́тельный авиацио́нный полк (полное название 10-й истреби́тельный авиацио́нный полк 7-й и 38-й сме́шанной авиацио́нных диви́зий) — воинская часть Вооружённых сил СССР в Великой Отечественной войне.

## История
Полк сформирован в мае 1938 года в Бобруйске. Принимал участие в Польском походе РККА
В составе действующей армии с 22 июня 1941 по 16 июля 1941 и со 2 августа 1941 по 21 октября 1941 года.
На 22 июня 1941 года полк, имея на вооружении самолёты 36 И-16 (в том числе 10 неисправных), а также 23 МиГ-3, ещё не освоенных лётчиками, базировался в Шавли, часть самолётов МиГ-3 находились на аэродроме Митавы.
Ведёт боевые действия в Прибалтике с первого дня войны, пара самолётов, поднявшись сразу после бомбардировки аэродрома, при которой полк понёс потери, начала штурмовку не ожидая приказа. За 22 июня 1941 года лётчики полка по его отчётам сбили 7 самолётов, потеряв одного пилота, но к концу 22 июня 1941 года, по воспоминаниям ветерана полка Климченко В. И., в полку осталось только «штук 12» исправных самолётов. 23 июня 1941 года полк перелетел в Ригу, откуда сделал несколько вылетов на разведку, и один на сопровождение бомбардировщиков, в полку уже в Риге осталось только 5-7 самолётов (Рига оккупирована 1 июля 1941 года). Личный состав полка наземным транспортом эвакуировался в Смоленск, затем транспортными самолётами переброшен в Москву, оттуда в Рязань на аэродром Дягилево
В августе полк, в трёхэскадрильном составе (32 МиГ-3) вылетел под Ельню на аэродром у города Спас-Деменска. Выполнял боевые задания по разведке, прикрытию наземных войск, сопровождению штурмовиков, бомбардировщиков, сам штурмовал войска противника, выполнял корректировку артиллерийского огня.
По-видимому, какое-то время входил в состав 38-й смешанной авиационной дивизии.
В октябре 1941 года часть лётчиков полк передал в 29-й истребительный авиационный полк, вошёл в состав ВВС Калининского фронта, имея в составе 17 Миг-3.
21 октября 1941 года отведён на переформирование в 8-й запасной авиационный полк.
В декабре 1941 года полк переименован в 494-й истребительный авиационный полк.

## Подчинение
| Дата            | Фронт (округ)             | Армия      | Корпус | Дивизия                           | Примечания |
| --------------- | ------------------------- | ---------- | ------ | --------------------------------- | ---------- |
| 22.06.1941 года | Северо-Западный фронт     | -          | -      | 7-я смешанная авиационная дивизия | -          |
| 01.07.1941 года | Северо-Западный фронт     | -          | -      | 7-я смешанная авиационная дивизия | -          |
| 10.07.1941 года | Северо-Западный фронт     | -          | -      | 7-я смешанная авиационная дивизия | -          |
| 01.08.1941 года | -                         | -          | -      | на переформировании               | -          |
| 01.09.1941 года | Резервный фронт           | 24-я армия | -      | -                                 | -          |
| 01.10.1941 года | Резервный фронт           | 24-я армия | -      | -                                 | -          |
| 01.11.1941 года | Приволжский военный округ | -          | -      | -                                 | -          |
| 01.12.1941 года | Приволжский военный округ | -          | -      | -                                 | -          |

## Командиры
- майор Деревнин Константин Павлович[1], 01.05.1938 — 30.06.1941
- капитан Работкин Николай Петрович[1], 01.07.1941 — 30.09.1941
- служащий РККА, подполковник Белов Иван Васильевич[1], 01.10.1941 — 31.12.1945

## Отличившиеся воины полка
| Награда | Ф. И. О.                  | Должность      | Звание    | Дата награждения | Данные о количестве вылетов        | Примечания                                  |
| ------- | ------------------------- | -------------- | --------- | ---------------- | ---------------------------------- | ------------------------------------------- |
| -       | Лобода, Василий Сергеевич | Командир звена | Лейтенант | -                | 2 боевых вылета, 2 сбитых самолёта | 22.06.1941 года в 6-30 таранил Ju-88, погиб |

## Самолёты на вооружении
| Период      | Самолёты |
| ----------- | -------- |
| 1938 — 1941 | И-16     |
| 1939 — 1941 | И-15БИС  |